# Château de Montvert (Tarn)
Pour l’article homonyme, voir Château de Montvert.
Le château de Montvert est un château situé à Carbes, dans le Tarn (France).

## Historique
Le site du château est occupé depuis l'Antiquité, ce dont témoigne la découverte en 1968 d'un puits funéraire gallo-romain à côté de la bâtisse. 
Le château en lui-même est édifié à partir du XIIIe siècle. En 1592, il est attesté comme appartenant à un certain chevalier de La Mote[réf. souhaitée]. Les protestants s'en emparent en 1617, et le brûlent partiellement,.
Au XVIIe siècle, le château tombe aux mains de la famille Dulac. Cette dernière famille le fait remanié et restauré au XVIIIe siècle. Elle le conserve ensuite jusqu'en 1874, lorsque les filles du comte Jean-Melchior-Marie Dulac, haut-fonctionnaire et maire de Carbes, le vendent[réf. souhaitée].

## Architecture
Bâti sur une petite colline, le château de Montvert est originellement un grand édifice carré flanqué de quatre grandes tours de 20 m en ses angles. Au centre de ce quadrilatère, on trouvait une cour intérieure et un puits.
Le château actuel, remanié au XVIIIe siècle, conserve la cour intérieure, encadrée d'un bâtiment en U ouvert au nord. Il demeure aussi deux tours d'origine, une ronde dans l'angle sud-est, et une carrée dans l'angle sud-ouest.

## Famille Dulac
La famille Dulac, séparée entre les branches Dulac de Montvert et Dulac de la Clauze est une famille noble originaire du Languedoc.
Le premier membre connu est un certain Arnaud du Lac, mentionné en 1181, mais la filiation n'est établie qu'à partir de Pierre du Lac, en 1236, résidant à Narbonne.
Elle est maintenue dans sa noblesse en 1669 lors de la recherche des faux nobles.

### Généalogie

#### Branche aînée
- Pierre du Lac, cité en 1236, marié à Guillemette de la Voulte ;
- Raymond du Lac, cité en 1293 ;
- Arnaud II du Lac, cité en 1399 et seigneur de Boutenac. Marié à Blanche Fitous ;
- Antoine du Lac, marié en 1467 à Catherine de Montjuif ;
- Arnaud III du Lac ( - vers 1530), seigneur de Boutenac. Marié à Agnès Dorlan ;
- Jacques du Lac, écuyer et seigneur de Boutenac. Marié en 1536 à Marie de Pompadour ;
- Bertrand du Lac, seigneur de Boutenac. Marié en 1583 (secondes noces) à Diane de Poggio ;
- Louis du Lac (vers 1594 - ), seigneur du Prat de Bosc[5], maintenu dans la noblesse en 1669. Marié en 1632 à Rose d'Aure (secondes noces), dont :
  - Pons du Lac, auteur de la branche de la Clauze,
  - Melchior du Lac, auteur de la branche de Montvert.

#### Branche de la Clauze
- Pons du Lac, seigneur de la Clauze maintenu dans sa noblesse en 1669. Marié en 1650 à Marguerite de Villeneuve ;
- Melchior du Lac, seigneur de la Clauze. Marié le 31 décembre 1697 à Castres à Elisabeth de la Villette ;
- Joseph-François du Lac (26 septembre 1695 - 12 août 1770, château de Labruguière), baron de Labruguière et lieutenant-colonel au Régiment d'Orléans dragons, marquis du Lac en 1757. Marié en 1755 à Françoise de Cabrol de Grualgue, dont ;
  - Jean-Melchior du Lac (24 novembre 1755, château de Labruguière - 1851, Toulouse), seigneur de Montlédier et colonel de dragons.
  - Emmanuel du Lac (1761, château de Labruguière - 16 novembre 1821, château de Montlédier), capitaine des dragons puis chef d'escadron dans l'armée napoléonienne.

#### Branche de Montvert
- Melchior du Lac, seigneur de Monvert. Marié en 1662 à Jeanne de Pélapoul ;
- Jean-Louis du Lac, seigneur de Montvert. Marié en 1702 à Marie-Anne de Montesquiou ;
- Alexandre du Lac, marié en 1742 à Marie-Anne de Lescure ;
- Jean-Melchior du Lac, mousquetaire. Marié en 1777 à Angélique de Borrely ;
- Melchior II du Lac (16 avril 1780 à Villefranche-de-Rouergue - ), maire de sa ville natale, sous-préfet de Millau, de sa ville natale puis préfet des Basses-Alpes et de la Nièvre